# Kono Light Novel ga Sugoi!
Kono Light Novel ga Sugoi! (このライトノベルがすごい! Kono Raito Noberu ga Sugoi!, übersetzt Diese Light Novel ist großartig!) ist ein seit 2004 jährlich erscheinender Ratgeber für Light-Novel-Veröffentlichungen des japanischen Verlegers Takarajimasha aus Chiyoda-ku, Tokio.
In dieser Publikation erscheinen Top-10-Rankings in fünf Kategorien, die durch ein Onlinevoting von Lesern des Ratgebers und Stimmen von Kritikern, Influencern und weiteren Personen aus der Light-Novel-Industrie ermittelt wird. Viele in dieser Top-10 platzierten Werke erhielten später eine Umsetzung als Anime. Dabei macht der Ratgeber keinen Unterschied, ob das Werk ein einzelnes publiziertes Buch oder Teil einer Romanserie ist.
Die erste Ausgabe des Ratgebers wurde am 26. November 2004 herausgegeben und gibt das Ranking für das Jahr 2005 wieder. Die 20. Ausgabe wurde am 24. November 2023 veröffentlicht.
Einige Werke wurden mehrfach in diese Auflistung aufgenommen: To Aru Majutsu no Index erschien in zehn von 20 Ausgaben in der Bestenliste, Sword Art Online war insgesamt neun Mal zu finden und Baka and Test verzeichnete sechs Auszeichnungen. Weitere Werke, die mehrfach gelistet wurden, sind Suzumiya Haruhi no Yūutsu, die Book-Girl-Serie, die Monogatari-Reihe, Jaku-kyara Tomozaki-kun und Ascendance of a Bookworm.
Dreimal kam es vor, dass ein Werk in allen vergebenen Kategorien im gleichen Jahr den ersten Platz belegen konnte: Dies schafften die Werke To Aru Majutsu im Jahr 2011, Yahari Ore no Seishun Love Come wa Machigatteiru. im Jahr 2015 und Otonari no Tenshi-sama ni Itsu no Ma ni ka Dame Ningen ni Sareteita Ken im Jahr 2023.

## Ermittlung der Rangliste
Die Rangliste der besten Romane (Light Novel) wird durch mehrere Abstimmungen verschiedenster Gruppen ermittelt, wobei der Gruppe der Industrieinsider die größte Gewichtung zukommt. Folgende Abstimmungen wurden bis 2016 für die Ermittlung des Rankings herangezogen:
- eine Online-Abstimmung auf der Homepage des Verlages, die ungefähr einen Monat vor der Veröffentlichung der Bestenliste endet:
  - Personen, haben die Möglichkeit bis zu fünf Werke listen, welche absteigend mit fünf bis einem Punkt gewertet werden.
- die Abstimmung der Industrieinsider:
  - hierzu zählen Autoren, Verlage, prominente Blogger und Mitglieder von Literaturclubs an Universitäten.
  - Die besten fünf gelisteten Werke werden absteigend mit 10 bis 6 Punkten gewichtet.
- Abstimmung von Lesern, die nach einer Umfrage ausgewählt werden:
  - Zulassungspunkt ist, dass die Person 51 Light-Novels innerhalb eines Kalenderjahres gelesen haben muss.
  - die Stimme ist ungültig, wenn diese nicht in allen Kategorien abgestimmt haben (das führt dazu, dass diese Gruppe tendiert, meist für das gleiche Werk oder Charaktere des Werkes stimmen)

Ab 2017 wurde die Leserabstimmung aus der Wertung genommen, womit nur noch die Onlineumfrage und das Voting der Industrieinsider für die Bestenliste herangezogen wird. Im Jahr 2017 wurde zudem eine Rangliste für Werke eingeführt, die im Tankōbon-Format veröffentlicht werden. Damit wollte der Verlag auch Werke berücksichtigen, die in der Grauzone zwischen Light Novels und regulären Romanen fallen.
Bei den Charakter-Ranglisten handelt es sich ausschließlich um eine Popularitsabstimmung.

## Hall of Fame
Bisher (Stand: November 2023) wurden sieben Werke in die Hall of Fame aufgenommen und werden in zukünftigen Bestenlisten des Ratgebers nicht mehr berücksichtigt.
| Aufgenommen in | Titel                           | Autor            | Zeichner         | Magazin       |
| -------------- | ------------------------------- | ---------------- | ---------------- | ------------- |
| 2016           | My Teen Romantic Comedy SNAFU   | Wataru Watari    | Ponkan8          | Gagaga Bunko  |
| 2020           | Sword Art Online                | Reki Kawahara    | Abec             | Dengeki Bunko |
| 2020           | A Certain Magical Index         | Kazuma Kamachi   | Kiyotaka Haimura | Dengeki Bunko |
| 2020           | The Ryuo’s Work is Never Done!  | Shirow Shiratori | Shirabi          | GA Bunko      |
| 2023           | Ascendance of a Bookworm        | Miya Kazuki      | You Shiina       | TO Books      |
| 2023           | Classroom of the Elite          | Shōgo Kinugasa   | Shunsaku Tomose  | MF Bunko J    |
| 2023           | Chitose Is in the Ramune Bottle | Hiromu           | raemz            | Gagaga Bunko  |

## Bestplatzierungen nach Jahren

### Beste Light-Novel
| Jahr | Kategorie                 | Titel                                                     | Autor            | Magazin                | Quelle        |
| ---- | ------------------------- | --------------------------------------------------------- | ---------------- | ---------------------- | ------------- |
| 2005 | keine getrennte Kategorie | Die Melancholie der Haruhi Suzumiya                       | Nagaru Tanigawa  | Kadokawa Sneaker Bunko | [ 2 ]         |
| 2006 | keine getrennte Kategorie | Zaregoto                                                  | Nisio Isin       | Kodansha Novels        | [ 3 ]         |
| 2007 | keine getrennte Kategorie | Spice and Wolf                                            | Isuna Hasekura   | Dengeki Bunko          | [ 4 ]         |
| 2008 | keine getrennte Kategorie | Full Metal Panic!                                         | Shōji Gatō       | Fujimi Fantasia Bunko  | [ 5 ]         |
| 2009 | keine getrennte Kategorie | Book Girl                                                 | Mizuki Nomura    | Famitsu Bunko          | [ 6 ]         |
| 2010 | keine getrennte Kategorie | Baka and Test                                             | Kenji Inoue      | Famitsu Bunko          | [ 7 ]         |
| 2011 | keine getrennte Kategorie | A Certain Magical Index                                   | Kazuma Kamachi   | Dengeki Bunko          | [ 8 ]         |
| 2012 | keine getrennte Kategorie | Sword Art Online                                          | Reki Kawahara    | Dengeki Bunko          | [ 9 ]         |
| 2013 | keine getrennte Kategorie | Sword Art Online                                          | Reki Kawahara    | Dengeki Bunko          | [ 10 ]        |
| 2014 | keine getrennte Kategorie | My Teen Romantic Comedy SNAFU                             | Wataru Watari    | Gagaga Bunko           | [ 11 ]        |
| 2015 | keine getrennte Kategorie | My Teen Romantic Comedy SNAFU                             | Wataru Watari    | Gagaga Bunko           | [ 12 ]        |
| 2016 | keine getrennte Kategorie | My Teen Romantic Comedy SNAFU                             | Wataru Watari    | Gagaga Bunko           | [ 13 ]        |
| 2017 | Bunkobon                  | The Ryuo’s Work Is Never Done!                            | Shirow Shiratori | GA Bunko               | [ 14 ]        |
| 2017 | Tankōbon                  | Overlord                                                  | Kugane Maruyama  | Enterbrain             | [ 14 ]        |
| 2018 | Bunkobon                  | The Ryuo’s Work Is Never Done!                            | Shirow Shiratori | GA Bunko               | [ 15 ]        |
| 2018 | Tankōbon                  | Ascendance of a Bookworm                                  | Miya Kazuki      | TO Bunko               | [ 15 ]        |
| 2019 | Bunkobon                  | Sabikui Bisco                                             | Shinji Kobukubo  | Dengeki Bunko          | [ 16 ]        |
| 2019 | Tankōbon                  | Ascendance of a Bookworm                                  | Miya Kazuki      | TO Bunko               | [ 16 ]        |
| 2020 | Bunkobon                  | Reign of the Seven Spellblades                            | Bokuto Ono       | Dengeki Bunko          | [ 17 ]        |
| 2020 | Tankōbon                  | Unnamed Memory                                            | Kuji Furumiya    | Dengeki no Shin Bungei | [ 17 ]        |
| 2021 | Bunkobon                  | Chitose Is in the Ramune Bottle                           | Hiromu           | Gagaga Bunko           | [ 18 ] [ 19 ] |
| 2021 | Tankōbon                  | Ishura                                                    | Keiso            | Dengeki no Shin Bungei | [ 18 ] [ 19 ] |
| 2022 | Bunkobon                  | Chitose Is in the Ramune Bottle                           | Hiromu           | Gagaga Bunko           | [ 20 ] [ 21 ] |
| 2022 | Tankōbon                  | Sasaki and Peeps                                          | Buncololi        | MF Bunko J             | [ 20 ] [ 21 ] |
| 2023 | Bunkobon                  | Classroom of the Elite                                    | Shōgo Kinugasa   | MF Bunko J             | [ 22 ]        |
| 2023 | Tankōbon                  | Ascendance of a Bookworm                                  | Miya Kazuki      | TO Bunko               | [ 22 ]        |
| 2024 | Bunkobon                  | The Angel Next Door Spoils Me Rotten                      | Saekisan         | GA Bunko               | [ 23 ]        |
| 2024 | Tankōbon                  | Koishita Hito wa, Imouto no Kawari ni Shindekure to Itta. | Nagano Mizuki    | TO Bunko               | [ 23 ]        |
| 2025 | Bunkobon                  | Too Many Losing Heroines!                                 | Takibi Amamori   | Gagaga Bunko           | [ 24 ]        |
| 2025 | Tankōbon                  | Dahlia in Bloom                                           | Hisaya Amagishi  | Media Factory          | [ 24 ]        |

### Beste Light-Novel-Charaktere
| Jahr | Name (weiblich)    | Werk                                 | Name (männlich)          | Werk                                 | Quelle        |
| ---- | ------------------ | ------------------------------------ | ------------------------ | ------------------------------------ | ------------- |
| 2005 | Dokuru Mitsukai    | Bokusatsu Tenshi Dokuro-chan         | Ich (Boku)               | Zaregoto                             | [ 25 ]        |
| 2006 | Kino               | Kino’s Reise                         | Ich (Boku)               | Zaregoto                             | [ 26 ]        |
| 2007 | Holo               | Spice and Wolf                       | Mikoto Sayama            | Owari no Chronicle                   | [ 27 ]        |
| 2008 | Haruhi Suzumiya    | Die Melancholie der Haruhi Suzumiya  | Sōsuke Sagara            | Full Metal Panic!                    | [ 28 ]        |
| 2009 | Tōko Amano         | Book Girl                            | Hideyoshi Kinoshita      | Baka and Test                        | [ 29 ]        |
| 2010 | Mikoto Misaka      | A Certain Magical Index              | Hideyoshi Kinoshita      | Baka and Test                        | [ 30 ]        |
| 2011 | Mikoto Misaka      | A Certain Magical Index              | Tōma Kamijō              | A Certain Magical Index              | [ 31 ]        |
| 2012 | Mikoto Misaka      | A Certain Magical Index              | Kazuto Kirigaya / Kirito | Sword Art Online                     | [ 32 ]        |
| 2013 | Mikoto Misaka      | A Certain Magical Index              | Kazuto Kirigaya / Kirito | Sword Art Online                     | [ 33 ]        |
| 2014 | Mikoto Misaka      | A Certain Magical Index              | Hachiman Hikigaya        | My Teen Romantic Comedy SNAFU        | [ 34 ]        |
| 2015 | Yukino Yukinoshita | My Teen Romantic Comedy SNAFU        | Hachiman Hikigaya        | My Teen Romantic Comedy SNAFU        | [ 35 ]        |
| 2016 | Mikoto Misaka      | A Certain Magical Index              | Hachiman Hikigaya        | My Teen Romantic Comedy SNAFU        | [ 36 ]        |
| 2017 | Mikoto Misaka      | A Certain Magical Index              | Tōma Kamijō              | A Certain Magical Index              | [ 37 ]        |
| 2018 | Mikoto Misaka      | A Certain Magical Index              | Kazuto Kirigaya / Kirito | Sword Art Online                     | [ 38 ]        |
| 2019 | Mikoto Misaka      | A Certain Magical Index              | Tōma Kamijō              | A Certain Magical Index              | [ 39 ]        |
| 2020 | Kei Karuizawa      | Classroom of the Elite               | Kiyotaka Ayanokōji       | Classroom of the Elite               | [ 40 ]        |
| 2021 | Kei Karuizawa      | Classroom of the Elite               | Kiyotaka Ayanokōji       | Classroom of the Elite               | [ 41 ]        |
| 2022 | Mahiru Shiina      | The Angel Next Door Spoils Me Rotten | Kiyotaka Ayanokōji       | Classroom of the Elite               | [ 42 ]        |
| 2023 | Mahiru Shiina      | The Angel Next Door Spoils Me Rotten | Kiyotaka Ayanokōji       | Classroom of the Elite               | [ 43 ]        |
| 2024 | Mahiru Shiina      | The Angel Next Door Spoils Me Rotten | Amane Fujimiya           | The Angel Next Door Spoils Me Rotten | [ 44 ]        |
| 2025 | Mahiru Shiina      | The Angel Next Door Spoils Me Rotten | Kazuhiko Nukumizu        | Too Many Losing Heroines!            | [ 45 ] [ 46 ] |

### Beste Illustratoren
| Jahr | Illustrator:in   | für Werk/e                                     | Quelle |
| ---- | ---------------- | ---------------------------------------------- | ------ |
| 2008 | Noizi Ito        | Die Melancholie der Haruhi Suzumiya            | [ 47 ] |
| 2009 | Miho Takeoka     | Book Girl, Tasogareiro no Utatsukai            | [ 48 ] |
| 2010 | Noizi Ito        | Die Melancholie der Haruhi Suzumiya            | [ 49 ] |
| 2011 | Kiyotaka Haimura | A Certain Magical Index                        | [ 50 ] |
| 2012 | Buriki           | Haganai, Denpa Onna to Seishun Otoko           | [ 51 ] |
| 2013 | Abec             | Sword Art Online, Sword Art Online Progressive | [ 52 ] |
| 2014 | Kiyotaka Haimura | A Certain Magical Index                        | [ 53 ] |
| 2015 | Ponkan8          | My Teen Romantic Comedy SNAFU                  | [ 54 ] |
| 2016 | Ponkan8          | My Teen Romantic Comedy SNAFU                  | [ 55 ] |
| 2017 | Kiyotaka Haimura | A Certain Magical Index                        | [ 56 ] |
| 2018 | Kiyotaka Haimura | A Certain Magical Index                        | [ 57 ] |
| 2019 | Shirabi          | The Ryuo’s Work Is Never Done!                 | [ 58 ] |
| 2020 | Shirabi          | The Ryuo’s Work Is Never Done!                 | [ 59 ] |
| 2021 | Shunsaku Tomose  | Classroom of the Elite                         | [ 60 ] |
| 2022 | Shunsaku Tomose  | Classroom of the Elite                         | [ 61 ] |
| 2023 | Shunsaku Tomose  | Classroom of the Elite                         | [ 62 ] |
| 2024 | Hanekoto         | The Angel Next Door Spoils Me Rotten           | [ 63 ] |
| 2025 | Imigimuru        | Too Many Losing Heroines!                      | [ 64 ] |

## Top-10-Light-Novels des Jahrzehnts

### 2010er Jahre
| Platz | Titel                                             | Autor            | Zeichner         | Magazin       | Quelle |
| ----- | ------------------------------------------------- | ---------------- | ---------------- | ------------- | ------ |
| 01    | Sword Art Online                                  | Reki Kawahara    | Abec             | Dengeki Bunko | [ 65 ] |
| 02    | A Certain Magical Index                           | Kazuma Kamachi   | Kiyotaka Haimura | Dengeki Bunko | [ 65 ] |
| 03    | The Ryuo’s Work is Never Done!                    | Shirow Shiratori | Shirabi          | GA Bunko      | [ 65 ] |
| 04    | Is It Wrong to Try to Pick Up Girls in a Dungeon? | Fujino Omori     | Suzuhito Yasuda  | GA Bunko      | [ 65 ] |
| 05    | Alderamin on the Sky                              | Bokuto Uno       | Sanbasō          | Dengeki Bunko | [ 65 ] |
| 06    | No Game No Life                                   | Yū Kamiya        | Yū Kamiya        | MF Bunko J    | [ 65 ] |
| 07    | Ascendance of a Bookworm                          | Miya Kazuki      | Yō Shiina        | TO Bunko      | [ 65 ] |
| 08    | The Irregular at Magic High School                | Tsutomu Satō     | Kana Ishida      | Dengeki Bunko | [ 65 ] |
| 09    | Bottom-tier Character Tomozaki                    | Yūki Yaku        | Fly              | Gagaga Bunko  | [ 65 ] |
| 10    | Monogatari-Serie                                  | Nisio Isin       | Vofan            | Kodansha Box  | [ 65 ] |

## Publikationen
- Kono Light Novel ga Sugoi! 2005. Takarajimasha, 2004, ISBN 978-4-7966-4388-7, S. 151 (japanisch).
- Kono Light Novel ga Sugoi! 2006. Takarajimasha, 2005, ISBN 978-4-7966-5012-0, S. 151 (japanisch).
- Kono Light Novel ga Sugoi! 2007. Takarajimasha, 2006, ISBN 978-4-7966-5559-0, S. 175 (japanisch).
- Kono Light Novel ga Sugoi! 2008. Takarajimasha, 2007, ISBN 978-4-7966-6140-9, S. 175 (japanisch).
- Kono Light Novel ga Sugoi! 2009. Takarajimasha, 2008, ISBN 978-4-7966-6695-4, S. 175 (japanisch).
- Kono Light Novel ga Sugoi! 2010. Takarajimasha, 2009, ISBN 978-4-7966-7490-4, S. 191 (japanisch).
- Kono Light Novel ga Sugoi! 2011. Takarajimasha, 2010, ISBN 978-4-7966-7963-3, S. 191 (japanisch).
- Kono Light Novel ga Sugoi! 2012. Takarajimasha, 2011, ISBN 978-4-7966-8716-4, S. 191 (japanisch).
- Kono Light Novel ga Sugoi! 2013. Takarajimasha, 2012, ISBN 978-4-8002-0357-1, S. 191 (japanisch).
- Kono Light Novel ga Sugoi! 2014. Takarajimasha, 2013, ISBN 978-4-8002-1954-1, S. 215 (japanisch).
- Kono Light Novel ga Sugoi! 2015. Takarajimasha, 2014, ISBN 978-4-8002-3373-8, S. 191 (japanisch).
- Kono Light Novel ga Sugoi! 2016. Takarajimasha, 2015, ISBN 978-4-8002-4766-7, S. 191 (japanisch).
- Kono Light Novel ga Sugoi! 2017. Takarajimasha, 2016, ISBN 978-4-8002-6345-2, S. 191 (japanisch).
- Kono Light Novel ga Sugoi! 2018. Takarajimasha, 2017, ISBN 978-4-8002-7798-5, S. 191 (japanisch).
- Kono Light Novel ga Sugoi! 2019. Takarajimasha, 2018, ISBN 978-4-8002-9044-1, S. 191 (japanisch).
- Kono Light Novel ga Sugoi! 2020. Takarajimasha, 2019, ISBN 978-4-8002-9978-9, S. 191 (japanisch).
- Kono Light Novel ga Sugoi! 2021. Takarajimasha, 2020, ISBN 978-4-299-01056-8, S. 191 (japanisch).
- Kono Light Novel ga Sugoi! 2022. Takarajimasha, 2021, ISBN 978-4-299-02264-6, S. 191 (japanisch).
- Kono Light Novel ga Sugoi! 2023. Takarajimasha, 2022, ISBN 978-4-299-03647-6, S. 191 (japanisch).
- Kono Light Novel ga Sugoi! 2024. Takarajimasha, 2023, ISBN 978-4-299-04899-8, S. 191 (japanisch).
- Kono Light Novel ga Sugoi! 2025. Takarajimasha, 2024, ISBN 978-4-299-06183-6, S. 192 (japanisch).